# 尹中卿
尹中卿（1959年2月—2025年4月27日），河南桐柏人。中国共产党党员。中华人民共和国官员。

## 生平
1985年，尹中卿自武汉大学政治经济学研究生毕业。1986年11月后，任全国人大常委会办公厅研究室经济组副组长、组长。1993年8月后，任全国人大常委会办公厅研究室副主任。2004年10月后，任全国人大常委会办公厅研究室主任、常委会机关党组成员。2008年3月，出任第十一届全国人大财经委员会委员。2008年12月起，任第十一届全国人大财经委员会副主任委员。2013年3月起，任第十二届全国人大常委会委员、财经委员会副主任委员。
2015年12月26日，第十二届全国人大常委会第十八次会议举行联组会议，就国务院关于2014年度中央预算执行和其他财政收支审计查出问题整改情况的报告进行专题询问。据此次审计报告反映，部分地区彩票资金管理不严格，抽查发现虚报、套取、挤占、挪用等问题金额达169.32亿元人民币，占抽查资金的26%。其中的31.47亿元人民币违规用于购买办公楼、建立培训中心等，4.55亿元人民币违规用于购车、组织出国出境旅游、发放津贴补贴。尹中卿在专题询问中，向民政部部长李立国和国家体育总局局长刘鹏提问，要求解释为何存在这些问题，如何整改，违纪违规违法资金是否已全部收回，对有关责任人员是否已问责、追责。2018年2月24日，当选为第十三届全国人大代表。

## 著作
尹中卿发表文章上百篇。主要著作有：
- 《中国政治制度》
- 《中国未来五年走向》
- 《社会主义法制理论读本》
- 《人大研究文萃》
- 《中国人大组织构成和工作制度》[2]